# Theodor III. Muzaka

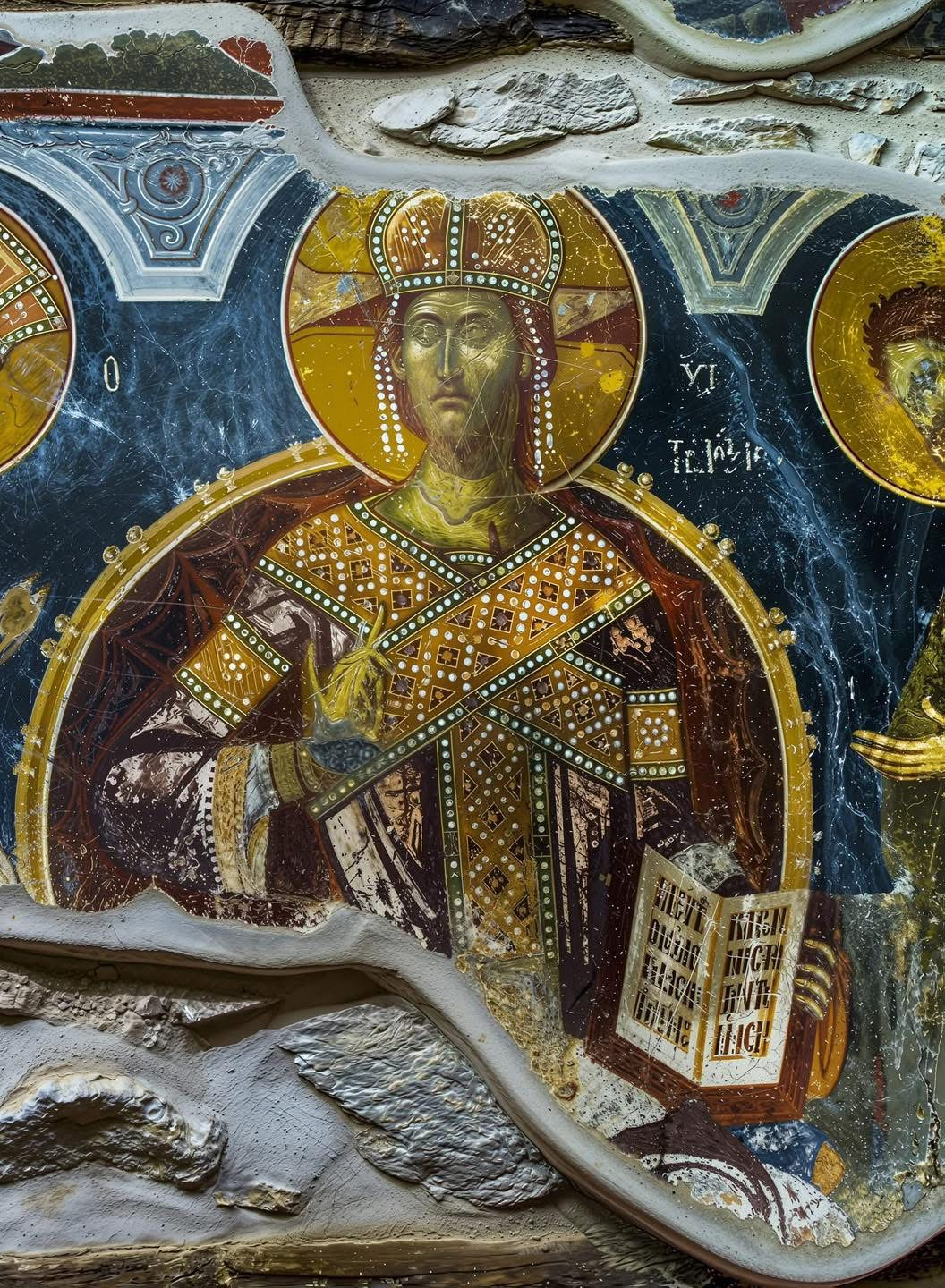
Theodor III. Muzaka, Fresko in der Athanasius-Kirche in Kastoria

Theodor III. Muzaka (auch bekannt als Theodor Corona Musachi; albanisch Theodhor Koronë Muzaka; † Januar 1450) war ein albanischer Fürst, Herrscher von Berat und Mitstreiter des Militärkommandeurs Georg Kastriota, genannt Skanderbeg.

## Leben

Sandschak Albanien um 1431

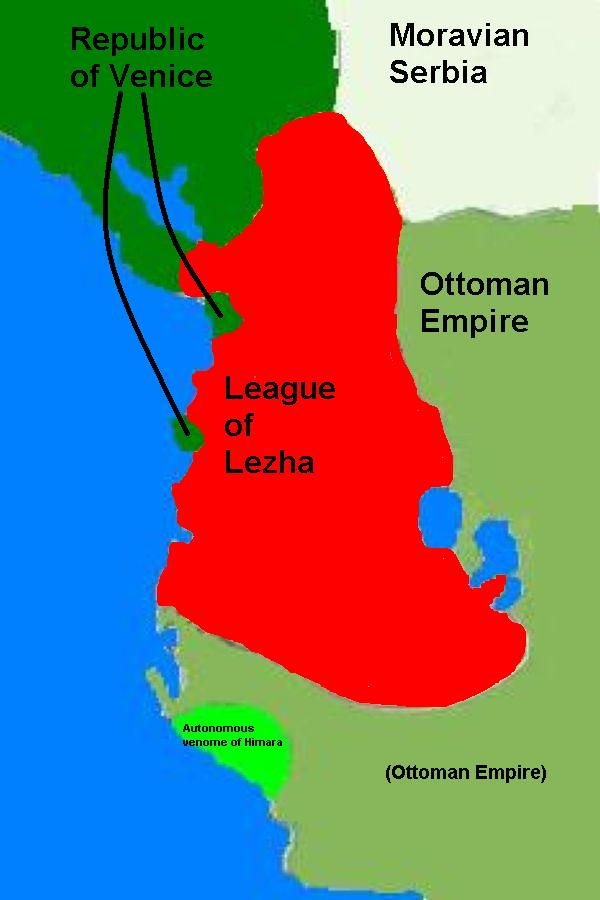
Vereinfachte Darstellung des Einflussgebiets der Liga unter Skanderbeg (1444–1479)

Theodor entstammte der vornehmen, im zentralen Albanien begüterten Adelsfamilie Muzaka. Seine Eltern waren Andrea III. Muzaka und Kyranna, die Tochter von Gjin Zenevisi, dem Herren von Agyrokastro und Vagenetia.
Theodor III. übernahm 1389 oder 1390 nach dem Tod seines Onkels Theodor II. (genaues Datum unbekannt) die Herrschaft im Fürstentum Muzakaj. Dies konnte nur geschehen, weil sein einziger Sohn Nicola zum Zeitpunkt schon tot gewesen sein muss oder von seiner Tante Comita Muzaka (Witwe von Balša II. und Schwester von Theodor II.) noch gefangengehalten wurde.
Theodor III. wird zum ersten Mal beim Friedensvertrag zwischen Balša III. und der Republik Venedig am 6. Juni 1408 als Theodore Canora erwähnt. Aus einem anderen venezianischen Dokument vom 29. Februar 1412 geht hervor, dass der Herr von Berat, Teodor Korona Muzaka, Niketa Topia (auch Niketta oder Nicheta, Cousin zweiten Grades von Helena Thopia), festgenommen hatte.
Zwischen 1437 und 1438 kam es zu einem Aufstand im Bezirk Berat, der wie der zwischen 1432–36 von den Osmanen niedergeschlagen wurde. Anführer war Theodor III., dessen Sohn Jakup Beu zu dieser Zeit der Bey des Sandschaks Albanien war.
Theodor schloss sich 1444 der Liga von Lezha unter der Führung von Georg Kastriota an. Theodor III. starb im Januar 1450 ohne direkte Nachkommen zu hinterlassen. Vor seinem Tod vermachte er sein Herrschaftsgebiet Skanderbeg. Nach dem Tod von Theodor griff der osmanische Statthalter von Gjirokastra überraschend Berat an, eroberte und befestigte die Stadt mit einer starken Garnison und schwerer Artillerie. Die durch Skanderbeg 1455 vergebliche Belagerung von Berat blieb ohne Erfolg.